# 江振誠
江振誠（英文名：André  Chiang，1976年4月27日—），生於臺北市北投區石牌，長於臺北市士林區，臺灣籍旅外廚師，淡水商工餐飲管理畢業，哥哥是台灣演員江宏恩。中華民國第五十四屆十大傑出青年。曾旅居位於新加坡的自家法式料理餐廳「Restaurant ANDRÉ」，該餐廳於2016年新加坡米其林指南中評鑑為二星，2017年聖沛黎洛全球50最佳餐廳名列第14、亞洲50最佳餐廳名列第2，同時榮獲新加坡最佳餐廳，後於2018年2月14日結束營業，返回家鄉臺灣經營餐廳「RAW」，並將親身經歷及知識傳承給臺灣的年輕世代。另外，他也於2018年在中國大陸成都馬可波羅曾經行經的廊橋開設了「The Bridge, 廊橋」川菜餐廳，提出川菜新觀點，還原其豐富味覺元素但增添雅趣。2022年疫情過後，他開始跨界合作旅程，先與未來鑽石品牌JOY COLORi合作，首度合作設計珠寶作品。2022年也獨家為ONCOR設計菜單，以台灣元素設計牛肉麵、涼麵、鹽酥雞等夜市小吃。

## 簡介
- 1976年，出生於臺北市士林區。就讀淡水商工餐飲科時，便被分配到亞都麗緻大飯店巴黎廳開始展開廚師的學習生涯。
- 1997年，受聘為西華飯店法國餐廳副主廚。當時，法國最年輕的三星級餐廳雙胞胎廚師Jacques and Laurent Pourcel受邀到西華任客座主廚，江振誠被飯店指派為Pourcel兄弟的首席助理。
- 2001年，擔任法國米其林三星餐廳Le Jardin des Sens執行主廚、統籌該餐廳旗下8家海外分店的業務。
- 2006年，Discovery頻道選他為「亞洲10大最佳青年主廚」。
- 2007年，被《時代》雜誌兩度讚譽是「印度洋上最偉大的廚師」，並獲選為「全球最佳150位名廚」。
- 2008年，決定落腳定居新加坡。
- 2009年，由他掌廚的新加坡瑞士史丹福酒店法國餐廳“JAAN par André”，以短短一年半的時間，即榮獲「聖貝格勒利諾全球最佳50大餐廳」。
- 2010年，在上海世博會時，為法國館代言，親身示範法國料理。
- 2011年，創立OctaphilosophyTM「八角哲學[9]」，開設自己的餐廳 Restaurant ANDRE[10])。
- 2013年5月7日，回台發表新自傳書《初心》。
- 2013年，於新加坡開設聖賽巴斯蒂安式(San Sebastian)爐火炭烤餐廳－"Burnt Ends[11][12]
- 2013年，於新加坡開設源自大阪日式燒烤的"Bincho(備長)[13][14]
- 2014年5月20日，受聘擔任天主教輔仁大學駐校廚藝大師[15]。
- 2014年6月7日，榮獲國立臺灣科技大學頒發名譽管理學碩士[16]。
- 2014年，於法國巴黎10區開設Bistronomy（創新季節料理）餐廳－"Porte 12[17]。
- 2014年，於台灣台北開設以台灣季節食材為啟發靈感的創新季節料理餐廳「RAW」[18]
- 2015年，於新加坡開設美式南方煙燻燒烤屋－"Meat Smith[19]
- 2016年4月27日，發表新書《OctaphilosophyTM「八角哲學」》
- 2016年7月21日，新加坡米其林指南第一次評鑑，所創辦的「Restaurant ANDRÉ」獲評二星，為臺灣首位獲評米其林指南二星餐廳創辦人。
- 2016年11月獲選為中華民國第五十四屆十大傑出青年之一，為「基層勞教」類當選人。
- 2016年11月受聘擔任亞洲大學休閒與遊憩管理學系專任講座教授[20]
- 2017年聖沛黎洛亞洲50最佳餐廳─名列第2[21]，同時榮獲新加坡最佳餐廳
- 2017年聖沛黎洛全球50最佳餐廳─名列第14 [22]
- 2020年受聘擔任崑山科技大學餐飲管理及廚藝系講座教授[23]
- 2024年，位於台灣台北的RAW結束營業，未來將轉型為廚藝學院[24]

## 媒體報導

### 美國
- 《Elite Traveler》美國菁英旅遊雜誌：未來10年15個最具影響力的廚師[25]
- 《時代》雜誌：兩度讚譽是「印度洋上最偉大的廚師」，並獲選為「全球最佳150位名廚」。
- 《Robb Report USA》美國針對全球百萬富翁生活消費指南雜誌[26]
- 《紐約時報》全世界十大值得專程搭飛機造訪的餐廳[27]
- Discovery 頻道選他為「亞洲10大最佳青年主廚」

### 歐洲
- 《Wallpaper》英國設計雜誌：全球最佳新銳主廚
- 英國雜誌（Restaurant）「聖沛黎洛全球最佳餐廳榜」（S.Pellegrino World’s 50 Best Restaurants）

### 中國大陸
- 《尚流Tatler雜誌》：亞洲最具影響人物之一

### 新加坡
- 《The Peak magazine》2014年30週年特刊－"30/30":新加坡30年內30位改變新加坡的人物之一[28]

### 臺灣
- 2012年，《GQ雜誌》餐廳桌角遇見哲學家 Chef 江振誠[29][30]
- 2013年5月7日，中央社（臺灣）：臺灣名廚
- 2013年5月8日，臺灣旅星型男名廚[31]

## 獎項
- 「Porte 12」
  - 2015年法國Le Fooding餐廳評鑑-最佳餐廳[32]
- 「RAW」
  - 2022年台北米其林指南-二星
  - 2021年台北米其林指南-二星
  - 2020年台北米其林指南-二星
  - 2019年台北米其林指南-二星
  - 2018年台北米其林指南-一星
  - 2017年聖沛黎洛亞洲50最佳餐廳-名列第24[33]，同時榮獲臺灣最佳餐廳
  - 2016年聖沛黎洛亞洲50最佳餐廳-名列第46[34]
  - 2015年最佳餐廳與酒吧設計大獎-亞洲最佳設計餐廳[35]
  - 2015年香港Tatler最佳食府指南-七家全球設計最華麗餐廳之一[36]
- 「Restaurant ANDRÉ」
  - 2017年聖沛黎洛全球50最佳餐廳-名列第14[22]
  - 2017年聖沛黎洛亞洲50最佳餐廳-名列第2[21]，同時榮獲新加坡最佳餐廳
  - 2016年新加坡米其林指南-二星
  - 2016年聖沛黎洛全球50最佳餐廳-名列第32[37]
  - 2016年聖沛黎洛亞洲50最佳餐廳-名列第3[38]，同時榮獲新加坡最佳餐廳
  - 2015年聖沛黎洛全球50最佳餐廳-名列第46[39]
  - 2015年聖沛黎洛亞洲50最佳餐廳-名列第5[40]，同時榮獲新加坡最佳餐廳
  - 2014年全球百大餐廳，同時榮獲新加坡最佳餐廳
  - 2014年聖沛黎洛全球50最佳餐廳-名列第37[41]
  - 2014年聖沛黎洛亞洲50最佳餐廳-名列第6[42]，同時榮獲新加坡最佳餐廳、主廚票選獎[43]
  - 2013年聖沛黎洛全球50最佳餐廳-名列第38[44]
  - 2013年聖沛黎洛亞洲50最佳餐廳-名列第5及新加坡最佳餐廳
  - 2012年聖沛黎洛全球百大餐廳-名列第68
  - 2011年聖沛黎洛全球百大餐廳-名列第100
  - 2010年聖沛黎洛全球百大餐廳-名列第39
- 「Burnt Ends」
  - 2017年聖沛黎洛全球100最佳餐廳-名列第53[45]
  - 2017年聖沛黎洛亞洲50最佳餐廳-名列第10[46]
  - 2016年聖沛黎洛全球100最佳餐廳-名列第70[47]
  - 2016年聖沛黎洛亞洲50最佳餐廳-名列第14[48]
  - 2015年聖沛黎洛亞洲50最佳餐廳-名列第30
- 「Sichuan Moon」
  - 2022年香港及澳門米芝蓮指南-二星
  - 2021年香港及澳門米芝蓮指南-二星
  - 2020年香港及澳門米芝蓮指南-二星
  - 《福布斯旅遊指南》—年度餐廳
  - 《福布斯旅遊指南》—五星級餐廳
  - 2021年聖沛黎洛全球50最佳餐廳-名列第95
  - 2020年聖沛黎洛全球50最佳餐廳-名列第23

## 延伸閱讀
- 「商周之夜：啟動未來」[49]商業周刊創刊25年活動－ 江振誠:每天準備一句話，找機會對別人說
- TEDxShanghai 2012[50]
- TEDxTaipei 2011－江振誠:找回你的初衷

## 家庭
- 兄，江宏恩，臺灣藝人。
- 外甥女，黑嘉嘉，職業圍棋棋士，臺灣藝人。
- 妻子，Sudarampai Pam，前時尚雜誌總編輯

## 書籍
| 年份 | 書名         | 出版社   | ISBN               |
| ---- | ------------ | -------- | ------------------ |
| 2013 | 《初心》     | 平安文化 | ISBN:9789578038646 |
| 2016 | 《八角哲學》 | 天下雜誌 | ISBN:9789863981411 |
| 2023 | 《工作美學》 | 天下文化 | ISBN:9789865251949 |

## 外部連結
- Restaurant André
- RAW （页面存档备份，存于）